# Radio Koper
Radio Koper je regionalna radijska postaja s sedežem v Kopru. Deluje pod okriljem regionalnega RTV centra Koper/Capodistria.

## Zgodovina Radia Koper
Radio Koper se je prvič oglasil 24. 5. 1949 kot Radio jugoslovanske cone Trsta - Radio Trieste zona Jugoslava. Redno oddajanje je steklo dan kasneje. Bil je last podjetja D.D. Radiofonia S.A., ki ga je ustanovila takratna jugoslovanska vojaška uprava Cone B bivšega Svobodnega tržaškega ozemlja. Po ukinitvi STO se je leta 1954 združil z Radiem Ljubljana in preimenoval v radio Koper ter kasneje v radio Koper - Capodistria. Do leta 1954 je oddajal program v slovenščini, italijanščini in hrvaščini. Od 1954 do 1979 je bil program pretežno v italijanščini, dva kratka slovenska bloka sta bila le v jutranjem in večernem času. 
Leta 1979 sta se programa ločila in dobila vsak svojo oddajniško mrežo. Leta 1980 je začel delovati studio v Novi Gorici. 26. junija leta 1991, to je dan pred uradnim začetkom t.i. Slovenske osamosvojitvene vojne, je Slovenski program tega radia po prvih premiki enot JLA in prvih spopadih že dopoldne v živo poročal za Val 202, nato pa ob 13.00 začel oddajati po posebni vojni programski shemi, po kateri so odpadle vse redne oddaje informativnih, med glasbo pa so sproti v živo objavljali vsa obvestila in novice s terena ter oglašanja novinarjev. Leta 1992 je bil slovenski program razširjen v lastni celodnevni program. 
Radio Koper - Capodistria je kot obmejna in manjšinska radijska postaja v zgodovini tega območja odigral izredno pomembno vlogo pri zbliževanju sosednjih narodov, posebej v času hladne vojne. Dolga leta je bil ena izmed treh najbolj poslušanih radijskih postaj v Italiji, njegov signal pa je segal celo do obal Afrike. Po osamosvojitvi Slovenije je radio Koper postal organizacijska enota RTV Slovenija, ki je ukinila oddajniški sistem v Italiji in čezmejni program preusmerila v manjšinski in regionalni.

## Poslušanost
Radio Koper je najbolj poslušan radijski program na Primorskem ter obeh straneh slovensko-italijanske meje. Veliko poslušalcev ima tudi v hrvaški Istri.

## Program
```
Program radia Koper se vsak dan začne ob 5.00, konča pa ob 24.00. V tem času so na sporedu tri regionalne informativne oddaje, pet poročil ter govorne in glasbene oddaje. Ponoči radio Koper prenaša nočni program 
Prvega programa Radia Slovenija
, ki ga vsak petek tudi pripravlja, obenem pa soustvarja pa tudi vsebine na Radiu Slovenija: poleg rednih oddaj za vse tri programe, je s prispevki vsakodnevno prisoten tudi v informativnih oddajah. Program nastaja v studiih v Kopru in regionalnem studiu Nova Gorica.
```

### Najbolj znane in poslušane oddaje
- Jutranjik, Opoldnevnik in Primorski dnevnik - regionalne informativne oddaje, na sporedu vsak dan ob 7.00, 12.30 in 17.30
- Dopoldan in pol - razvedrilna oddaja
- Primorski kraji in ljudje - oddaja o življenju primorskih Slovencev v Italiji in Sloveniji
- Rekel in ostal živ - kontaktna oddaja o aktualnih temah
- Sveže modra selekcija - glasbena lestvica dvajsetih novih pesmi, za katere glasujejo poslušalci
- Glasba po željah - oddaja s čestitkami in pozdravi poslušalcev
- Nedelja na športnih igriščih - pregled športnih rezultatov in neposredna oglašanja z najpomembnejših športnih dogodkov
- Radio BlaBla - oddaja, v kateri študenti in dijaki obdelujejo aktualno problematiko mladih

## Studio Hendrix
Je sodobno opremljen in akustično zmogljiv studio, namenjen snemanju in produkciji glasbe ter za izvedbo tehnično najzahtevnejših glasbenih oddaj, okroglih miz in soočenj.

## Fonoteka
V fonoteki radia Koper so shranjeni glasbeni in govorni posnetki od začetka oddajanja naprej na različnih medijih, ki so v postopku digitalizacije: preko 25 000 trakov, 44 000 gramofonskih plošč, 22 100 zgoščenk, 2000 zgoščenk lastne produkcije, posnetih v studiu Hendrix in preko 1100 DAT kaset.

## Reportažno vozilo RA 3
Je radijsko reportažno vozilo, opremljeno za zvokovna snemanja glasbenih dogodkov in prenose tehnološko zahtevnejših prireditev na terenu.

## Oddajniška mreža in frekvence

### Južna Primorska
- Izola: 100,3 MHz (pokriva Izolo z bližnjo okolico)
- Beli Križ: 104.3 MHz (pokriva območje občine Piran, del Izole, Ankaran, Miljski hrib, Trst)
- Hišni oddajnik: 104.1 MHz (pokriva Koper z bližnjo okolico)
- Tinjan: 107.6 MHz (pokriva zaledje Kopra, Črni Kal, Kozino, Trst, Dolino, Mačkolje)
- Kozina – Brezje: 88,1 MHz (pokriva Kozino z bližnjo okolico)

### Notranjsko-kraška regija
- Nanos: 88.6 MHz (pokriva južno Primorsko, Kras, del Notranjske ter območje do Domžal)
- Podgrad: 89.5 MHz (pokriva Podgrad, Pobeže, Sabonje, Zalče, Harije, Ilirsko Bistrico ter območje do mejnega prehoda Starod)

### Severna Primorska
- Skalnica: 100.3 MHz (pokriva Novo Gorico z bližnjo okolico)
- Planina pri Ajdovščini: 92.3 MHz (pokriva Ajdovščino z bližnjo okolico)
- Kuk: 100.6 MHz (pokriva Soško dolino - Kobarid, Tolmin)
- Kanin: 102.1 MHz (pokriva Bovec z bližnjo okolico)
- Lokve: 104.1 MHz (pokriva Lokve z bližnjo okolico)
- Golo Brdo: 104.1 MHz (pokriva Golo Brdo z bližnjo okolico)

### Srednji val
- Beli Križ: 549 KHz (pokriva celotno Primorsko, del Notranjske in Furlanijo Julijsko krajino)

### Digitalni radio (DAB+)
- Nanos
- Tinjan
- Beli Križ
- Skalnica
- Kuk
- Krvavec

Multipleks SLO DAB+ R2W; 227,360 MHz, kanal 12C 